# Wyonycteris
Wyonycteris — рід дрібних ссавців, що існували в епохи пізнього палеоцену та раннього еоцену. Типовим видом є Wyonycteris chalix, який жив на території сучасного Вайомінгу в палеоцені й спочатку розглядався дослідниками як рання форма комахоїдних кажанів. Пізніше повторне вивчення матеріалу поставило цей союз під сумнів, і натомість було запропоновано, що рід належить до підродини Placentidentinae, у родині Nyctitheriidae.
Подібний викопний матеріал того ж періоду часу, знайдений в Європі, пізніше був виявлений і описаний як новий вид Wyonycteris richardi. Два найбільші види, W. primitivus і W. kingi, відомі, відповідно, з раннього еоцену Міссісіпі та Англії.